# Malik Müller
Malik Tony Günter Müller (Francoforte sul Meno, 24 gennaio 1994) è un ex cestista tedesco.

## Palmares
- Campionato tedesco: 1

Brose Bamberg: 2015-16
- Supercoppa tedesca: 1

Brose Bamberg: 2015